# Sem Petersen
Jonathan Sem Jakob Kristian Petersen (* 11. April 1897 in Narsalik; † unbekannt) war ein grönländischer Katechet und Landesrat.

## Leben
Sem Petersen war der uneheliche Sohn von Moses John Mikael David und Ane Marie Johanne. Er studierte am Ilinniarfissuaq und wurde danach Katechet. Als Katechet seines Heimatorts Narsalik saß er 1933 anstelle von Gerhard Egede im südgrönländischen Landesrat.